# Pelochrista powelli
Pelochrista powelli es una especie de polilla perteneciente al género Pelochrista, categorizada en la tribu Eucosmini, de la subfamilia Olethreutinae.

## Distribución
Se distribuye por Estados Unidos.

## Taxonomía
Fue descrita por Wright en 2005 y publicada por primera vez en J. Lepid. Soc. 59: 132.